# Ueshiba Morihei
Ueshiba Morihei (tiếng Nhật: 植芝盛平, phiên âm Hán-Việt: Thực Chi Thịnh Bình, 1883-1969) là người đã có công lãnh hội nhiều trường phái võ thuật của Nhật Bản để sáng lập ra hệ phái Aikido (Hiệp/Hợp khí đạo) Nhật Bản, một hệ phái nhu hòa nổi tiếng với những đòn quăng, vật được đánh giá là võ phái phụng sự hòa bình cho con người trên Trái Đất.

## Tiểu sử và sự nghiệp
Ueshiba Morihei sinh ra trong một gia đình có truyền thống thượng võ. Ông nội của Ueshiba Morihei thuộc dòng dõi samurai trong họ tộc Kii, có sức mạnh phi thường và võ công trác tuyệt. Bố của Ueshiba Morihei thừa hưởng môn phái Aioi-ryu, là một đại lực sĩ chỉ cần hai ngón tay út đã có thể xách hai bao gạo, mỗi bao nặng một tạ. Là con trai duy nhất trong năm người con, từ người cha Yoroku, Ueshiba được thừa hưởng tinh thần quyết tâm của samurai và lòng ham thích các vấn đề cộng đồng, đồng thời thừa hưởng từ mẹ sự mộ đạo, đam mê thơ và nghệ thuật.
Thuở nhỏ Ueshiba Morihei có thể chất tương đối mảnh khảnh, yếu đuối, và hay ốm đau nên thích ở trong nhà đọc sách hơn là đi chơi bên ngoài. Cậu rất thông minh, chăm chỉ, làu thông kinh sử và toán học. Lớn hơn một chút, Ueshiba đã quyết tâm để trở thành cường tráng bằng cách luyện thể lực, bơi lội và học cả môn Sumo. Đồng thời, dưới sự kèm cặp của cha, cậu luyện môn võ Aioi-ryu cho tới năm 15 tuổi (năm 1897). Sau một thời gian khổ luyện chuyên cần, Ueshiba đã đạt được một sức mạnh ít người bì kịp nhưng lại bị trở ngại về chiều cao - chỉ đạt 1,54m - chưa đủ điều kiện nhập ngũ. Ueshiba đã lên núi mấy tháng và tập luyện để cao thêm được 2 cm, đủ điều kiện được tuyển vào quân đội năm 1903. Trong doanh trại, Ueshiba đã khiến mọi người phải thán phục vì biệt tài đánh lưỡi lê (jukenjitsu).
Những năm này Ueshiba cũng đến Tokyo thụ giáo võ sư Jujitsu lừng danh thời đó là Takusaburo Torawa. Ueshiba tiến bộ rất nhanh, liền được gửi tới Học viện võ thuật Osaka để theo học Kenjitsu (Kiếm thuật) với sự hướng dẫn của võ sư danh tiếng Masakatsu Nakai. Trong 10 năm trời khổ luyện dưới sự chỉ dạy của danh sư, Ueshiba Morihei đã đạt đẳng cấp cao nhất Mankyo Kaiden, kế thừa truyền thống võ phái và được quyền ban đẳng cấp cho các môn sinh sau này.

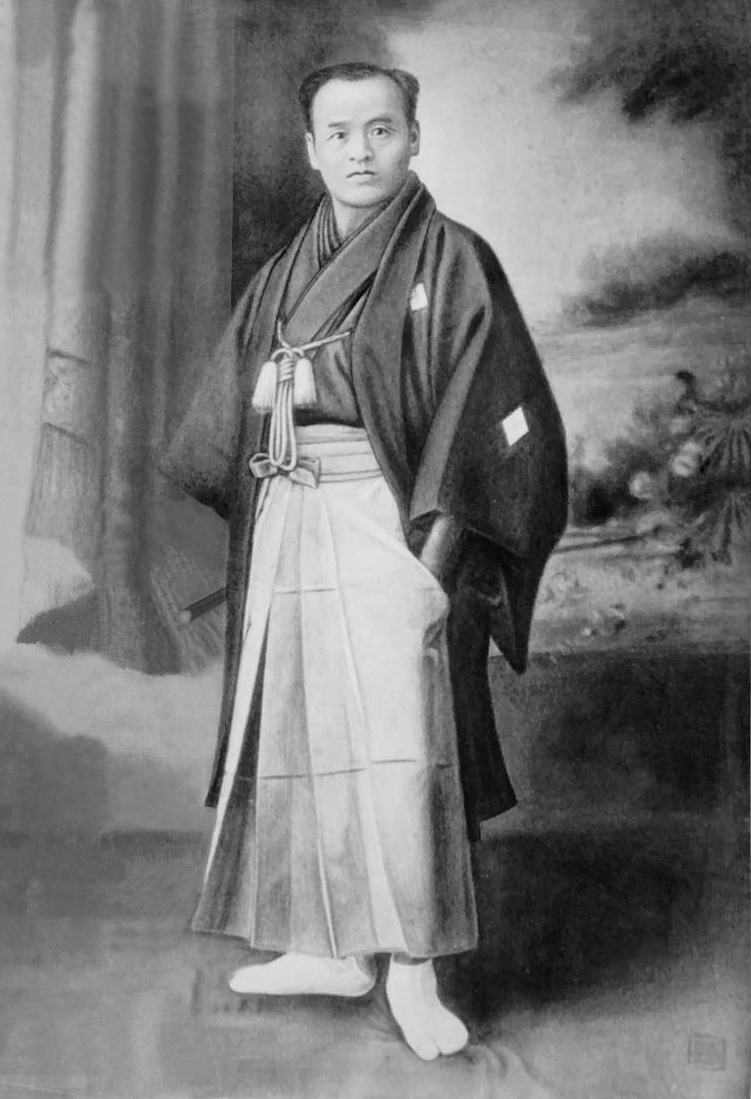
Takeda Sokaku (武田惣角)

Năm 1910, Ueshiba Morihei du hành đến đảo Hokkaido khai hoang và hạnh ngộ với võ sư Takeda Sokaku (1859 -1943) chấp chưởng môn Daito-ryu tại lữ quán Hisada. Sau khi hội kiến, vị võ sư 60 tuổi này đã nhận lời truyền dạy Ueshiba Morihei những kỹ pháp Aiki Jujitsu (Hiệp khí Nhu thuật) mà Takeda Sokaku gọi là Aikibudo (Hiệp khí võ đạo) ngay tại nhà. Tháng 3 năm 1915 Ueshiba Morihei được thầy ban cho đẳng cấp Menkyo Kaiden, có quyền quyết định tất cả tương lai cho môn phái một khi Takeda qua đời. Như vậy, Takeda Sokaku đã trở thành người đầu tiên của tộc Takeda dạy môn võ của tộc mình cho người ngoại tộc và Morihei Ueshiba người ngoại tộc đầu tiên được học Aikibudo, đồng thời là người được Takeda Sokaku tin tưởng cho phép dạy Aikibudo trước khi Morihei Ueshiba sáng lập môn Aikido.

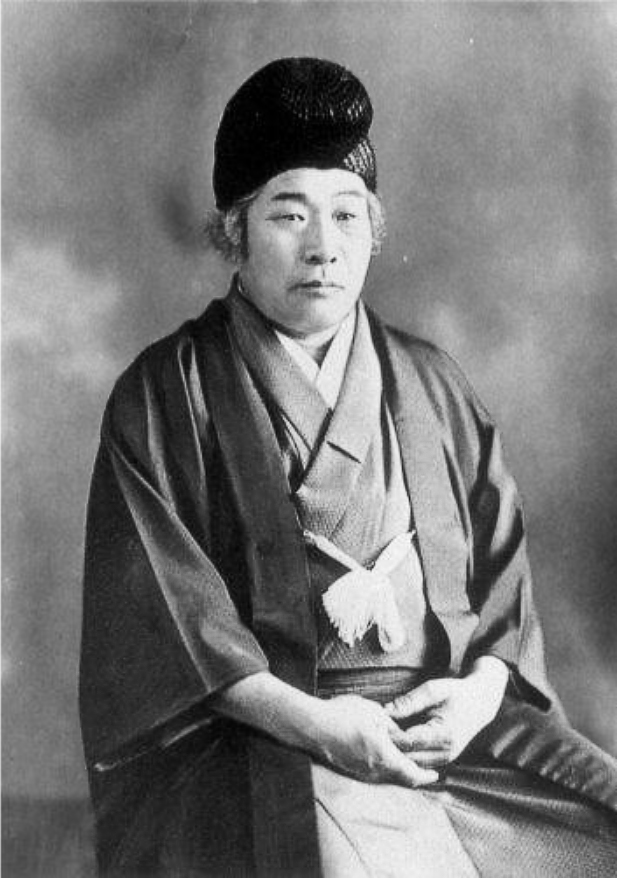
Onisaburo Deguchi

Sau khi Ueshiba rời Hokkaidō năm 1919, ông gặp và chịu ảnh hưởng lớn từ Onisaburo Deguchi (出口 王仁三郎 Deguchi Ōnisaburo, 1871–1948), thủ lĩnh tinh thần của giáo phái Ōmoto-kyō ở Ayabe.
Một trong những đặc điểm chủ yếu của Ōmoto-kyō là nó nhấn mạnh đến sự đạt được sự hoàn hảo trong một đời người. Điều này tạo ảnh hưởng lớn đến triết lý của môn võ của Ueshiba về rộng mở tình yêu thương và sự cảm thông, đặc biệt đối với những ai muốn hãm hại người khác. Aikido thể hiện triết lý này trong việc nhấn mạnh rằng, nắm vững võ thuật để mà nhận đòn và chuyển hướng nó đi một cách vô hại. Trong trường hợp lý tưởng, không chỉ người nhận mà cả người tấn công cũng vô hại.
Thấu triệt những nguyên lý, kỹ pháp đã được Takeda Sokaku truyền dạy, Ueshiba đã miệt mài luyện tập, nghiên cứu hàng chục môn phái khác đang thịnh hành ở Nhật đương thời, đồng thời cũng tỷ thí võ công của mình với những đại cao thủ trong toàn quốc để chứng nghiệm công phu. Đến năm 1920, môn phái nào Ueshiba Morihei theo học cũng đạt Menkyo Kaiden. Cũng trong những năm này ông nghiên cứu các triết lý tôn giáo, đặc biệt là Thiền tông dưới sự chỉ dạy của thiền sư Shinton tại Jizo.
Năm 1925, khi đã 30 tuổi, sau rất nhiều lần tỷ thí với các võ sư và chưa hề chiến bại, Ueshiba Morihei tự hỏi quật ngã địch thủ và đánh gục kẻ khác, chiến đấu và đàn áp họ nhưng không kiểm soát được ý chí của bản thân mình, như thế để làm gì? Ông đã thực hành một lối sống vô cùng khổ hạnh, tìm đến các chùa chiền nổi tiếng để tịnh tâm, tìm nơi tĩnh mịch quán tưởng, thậm chí ngâm mình dưới thác nước giá buốt như trước đó 300 năm samurai Miyamoto Musashi đã từng làm với tâm nguyện được khai mở huệ nhãn và đạt giác ngộ. Cuối cùng, Ueshiba Morihei đã hiểu  được võ thuật là tình yêu của trời đất, vũ trụ. Ueshiba Morihei từng nói rằng, tập luyện võ nghệ với mục đích tiền khởi không phải để đánh bại kẻ khác mà ở chỗ thực hành lòng yêu mến trời đất trong chính bản thân mình. Từ đây Ueshiba Morihei toàn tâm, toàn ý truyền bá tư tưởng đó đến các môn đồ của mình thông qua phái võ thuật mà ông sáng lập mang tên Aikido vào năm 1942. Và cũng từ đây, Aikido lừng danh là một võ phái của chủ trương hòa bình trong bối cảnh chủ nghĩa quân phiệt Nhật Bản vẫn chưa thôi hiếu chiến mặc dù đất nước đã tang thương đổ nát vì những trận bom dữ dội từ phía đồng minh trong Thế chiến 2. Những kỹ pháp của Aikido không hướng tới mục tiêu đánh gục kẻ khác, mà là để cải sửa chính tâm hồn bạn và hòa hợp chúng ta với sự vận hành của vũ trụ.

## Kỳ tích
Năm 45 tuổi, 1928, Ueshiba Morihei được thừa nhận là một trong những người có võ công cao cường nhất Nhật Bản. Với một thân hình mảnh khảnh, chiều cao khoảng 1,55m và cân nặng chưa tới 50 kg, ông có thể quật ngã cùng một lúc nhiều võ sĩ cơ bắp cuồn cuộn. Họ bị đánh bay bổng lên không mà không hiểu mình bị đánh bằng cách nào. Tất cả những kỹ pháp của các phái võ khốc liệt mà ông từng học trước kia đều trở nên dịu dàng, uyển chuyển như ôm ấp vạn vật trong tình yêu thương, hòa ái vô hạn. Khi di chuyển, thân pháp của Ueshiba trông đẹp đẽ như đang biểu diễn một vũ điệu Nhật Bản, như thể ông quên hẳn sự hiện diện của đối thủ.
Trong Chiến tranh Nga Nhật (1904-1905) phục vụ tại Mãn Châu, Ueshiba Morihei luyện được khả năng 
ảm nhận trước được các đòn tấn công của đối phương. Năm 1924, trong chuyến tháp tùng Onisaburo Deguchi, thầy dạy Ueshiba về giáo lý Omoto-kyo sang Trung Quốc, Ueshiba đã nhiều lần trổ tài tránh thoát những viên đạn bắn vào ông. Theo lời Ueshiba kể, ông cảm nhận được làn đạn chỉ tích tắc trước khi súng được bóp cò.
Đã có lần, trong cuộc tỉ thí trước mặt Thiên hoàng, Ueshiba Morihei đã từng đánh bại một võ sư kiếm đạo lừng danh cũng đồng thời là một sĩ quan hoàng gia Nhật Bản bấy giờ, mặc dù giai đoạn này do Ueshiba mắc bệnh hoàng đản nên thể trạng rất yếu. Thân pháp ảo diệu của Ueshiba đã giúp ông dễ dàng vượt thoát khỏi những tuyệt chiêu kiếm trận như mưa bấc mà vị võ sư sĩ quan kia tung ra. Thân pháp này, gọi là Tai no tenkan (Thân chi chuyển hoán hay phép chuyển hoán), được thừa nhận là một trong tứ đại công phu của Aikido, và còn được biết đến với tên gọi Di hình hoán ảnh trong các tác phẩm của Kim Dung sau này.
Võ sư Aikido kiêm tài tử điện ảnh Mỹ Steven Seagal, người đã từng là môn đệ của Ueshiba và sau này điều khiển một võ đường lớn ở Nhật, đã nói: "Võ thuật của Ueshiba chính là quyền năng của vũ trụ mà người thầy thủ đắc được. Bí quyết của hiệp khí có được khi bạn hợp nhất với thiên nhiên, đồng điệu và chiếm lĩnh cái tâm của vũ trụ, và khi đó có ai đó toan tấn công bạn thì chính anh ta đã tự bước ra ngoài vũ trụ". Steven Seagal kể lại nhiều lần chứng kiến cảnh thầy đặt một thanh kiếm dài hoặc một cái gậy vào cổ mình, rồi hô bốn võ sĩ đai đen mạnh mẽ nhất của ông đẩy. Họ không đẩy được ông nhúc nhích một ly nào. Thế rồi ông đẩy họ ngã xuống, quả thật đó là một kỳ tích lạ lùng mà Seagal chứng kiến và gọi đó là sở đắc uy lực khổng lồ của thầy Ueshiba, một quyền năng thật đáng sợ và hùng tráng.

## Những câu nói đáng chú ý
Võ đạo không phải là công cụ để đánh ngã đối phương bằng sức mạnh hay vũ khí. Cũng không phải là để đưa thế giới đến sự huỷ diệt bằng vũ khí hay bằng các phương thức phi truyền thống. Võ đạo thực sự là sự sắp xếp lại năng lượng bên trong của vũ trụ, bảo vệ nền hoà bình thế giới, tạo dựng và gìn giữ mọi thứ hoà hợp trong tự nhiên của nó. Luyện tập võ đạo nâng cao sức mạnh, của thân thể, tâm hồn, tình thương đấng Kami, vị thần đem lại, gìn giữ và nuôi dưỡng vạn vật trong thiên nhiên" - bài thuyết trình của tổ sư Ueshiba Morihei trước công chúng, khi giải thích về môn phái Aikido.
Aikido chính là võ đạo thực thụ, là phương tiện yêu thương của vũ trụ. Đó là người bảo vệ vạn vật, là phương tiện để mọi thứ có sự sống ở vị trí riêng của mình. Đó là nguồn sáng tạo, không chỉ của võ đạo mà còn của vạn vật, nuôi dưỡng sự trưởng thành và phát triển đó - những di ngôn cuối cùng của tổ sư.

## Danh hiệu
Năm 1960, Chính phủ Nhật Bản đã trao cho Ueshiba Morihei Huân chương Danh dự cao nhất với dải lụa tím nhằm mãi mãi tôn vinh ông.